# Pelliciera rhizophorae
Pelliciera rhizophorae är ett mangrove-träd som beskrevs av Jules Émile Planchon och José Jéronimo Triana. Arten ingår i släktet Pelliciera och familjen Tetrameristaceae (tidigare Pellicieraceae). Förekomsterna är begränsade till några få områden i Mellan- och norra Sydamerika och IUCN kategoriserar arten globalt som sårbar. Inga underarter finns listade i Catalogue of Life.

## Utseende och förökning

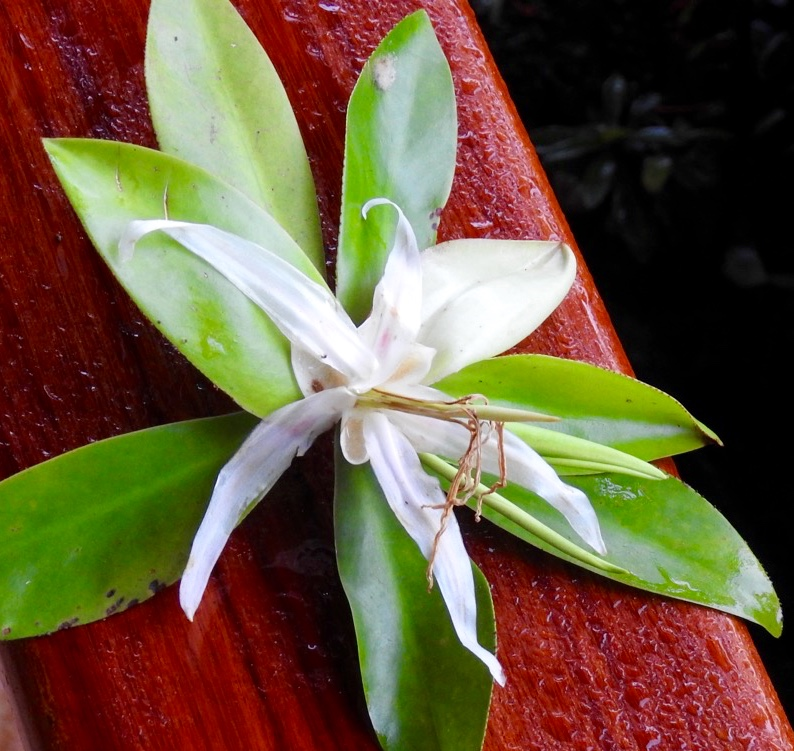
Blommande skott av Pelliciera rhizophorae

Träden blir upp till 20m höga med en karaktäristiskt konformad stambas som byggs upp av adventivrötter. Enkla, tjocka, upp till 15 cm långa blad, strödda, ofta med röda glandler utmed kanterna. Blommorna är kolibri- eller insektspollinerade med fem vita, ca sex cm långa kronblad, och fem korta, gulvita eller rödaktiga foderblad. Under blomman sitter två avlånga gröngula - rosa högblad. 

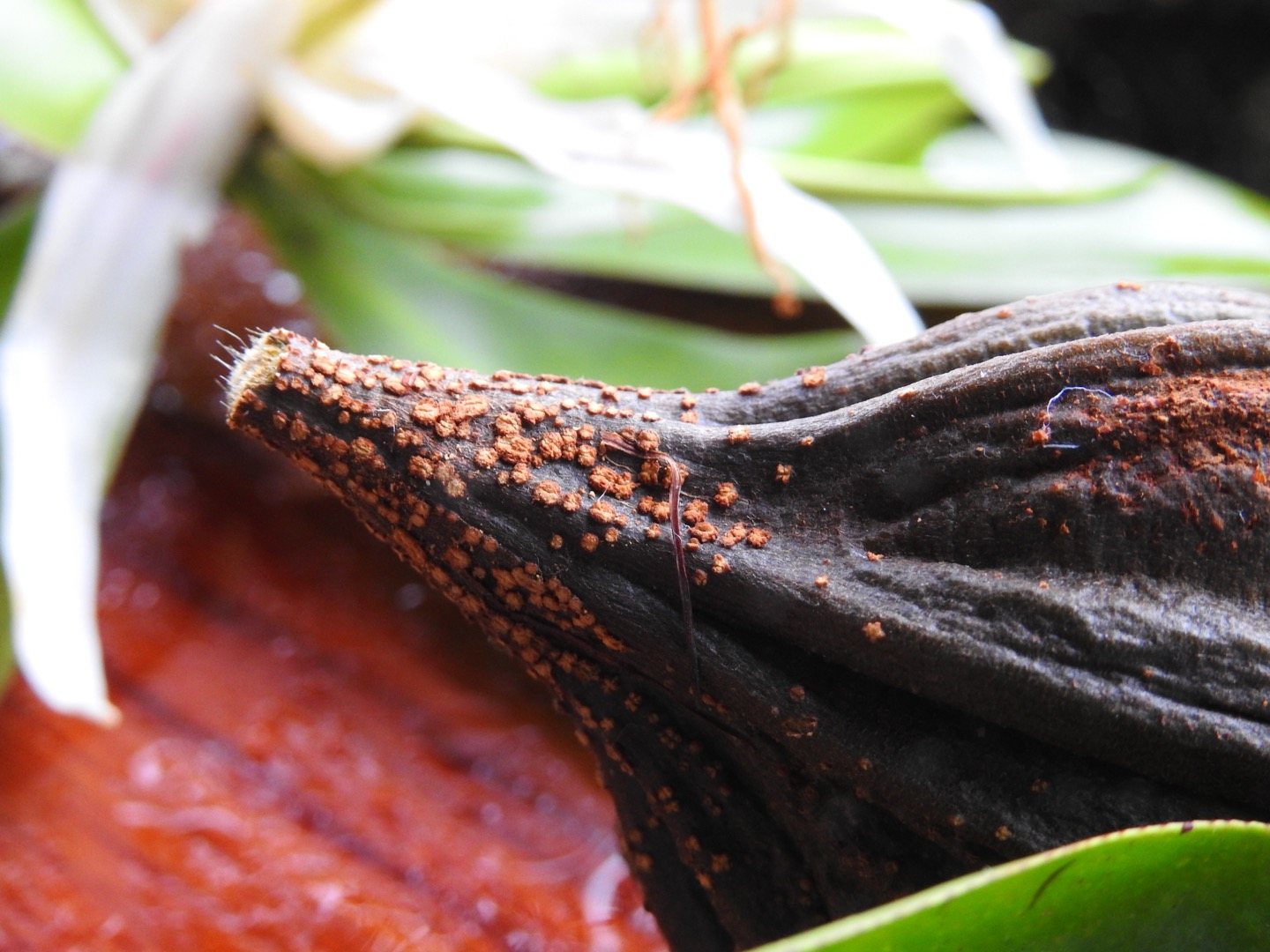
Frukt av Pelliciera rhizophorae

Frukten är flasklikt rundad och består av ett hårt yttre rödbrunt hölje som skyddar fröet och det embryo som utvecklas i frukten före spridningen. Den flyter med den bredare delen uppåt. Ungplantan etableras genom att rötter växer ut genom den nedåtriktade smala halsen.

## Utbredning
Arten förekommer i mangroveskogar med mer eller mindre isolerade delpopulationer utmed Stilla havskusten från Nicaragua till Equador och i en handfull små populationer utmed den karibiska kusten från Nicargaua till Colombia. Mangroveskogarna i artens utbredningsområde beräknas ha minskat med ca 27% sedan 1980. 